# Semenkarê Nebnoun
Semenkarê Nebnoun est un roi de la XIIIe dynastie qui régna de -1785 à -1783 (selon K. S. B. Ryholt).

## Attestations
Seul son nom de roi Semenkarê est mentionné sur le Canon royal de Turin (7.11). La seule attestation contemporaine de Semenkarê Nebnoun est une stèle en faïence montrant le roi devant Ptah au sud de son mur, une épithète memphite du dieu, et de l'autre côté devant Horus, Seigneur des pays étrangers. La stèle porte également l'inscription des noms de Nesout-bity Semenkarê et de Sa-Râ Nebnoun. La stèle a été découverte à Gebel el-Zeit, sur la côte de la mer Rouge dans le Sinaï, où se trouvaient des mines de galène.